# Egentid
Egentid är i fysiken tidsförloppet som mäts av ett ur som följer ett visst föremåls rörelse. Den är framför allt ett begrepp inom den speciella relativitetsteorin.
Enligt klassisk fysik är tiden ett absolut fenomen. Det innebär att tiden som mäts utan och med rörelse är densamma. Den speciella relativitetsteorin skiljer dock mellan tiden hos ett skeendes åskådare och tiden inom det fenomen som rör sig i förhållande till denna åskådare. En klocka som befinner sig i vila tickar då snabbare (det vill säga, visar en längre tid) än en klocka som rör på sig. Begreppet egentid syftar här på den tid som mäts hos klockan som färdas lika snabbt som det uppmätta föremålet.
Kombinationen av objektet och dess egentid benämns rumtid.